# Карел Ваха
Карел Ваха (чеськ. Karel Vácha, нар. 8 серпня 1970, Чеські Будейовиці) — чеський футболіст, що грав на позиції нападника. По завершенні ігрової кар'єри — тренер. Виступав за низку чеських і закордонних клубів, а також національну збірну Чехії. Дворазовий володар Кубка Чехії, чемпіон Австрії, володар Кубка Словаччини.

## Клубна кар'єра
У професійному футболі Карел Ваха дебютував 1989 року виступами за команду «Сушице», в якій грав до 1991 року. З 1991 до 1996 року Ваха грав у складі команди «Динамо» (Чеські Будейовиці), в якій відзначився високою результативністю, забивши 43 голи в 131 матчі за клуб.
У 1996 році футболіст перейшов до клубу «Славія», в якому грав до 1998 року, де також відзначився високою результативністю, та забив 20 голів у 57 проведених матчах за клуб. У складі «Славії» Ваха також став дворазовим володарем Кубка Чехії.
У 1998 році Карел Ваха став гравцем австрійського клубу «Тіроль», в якому грав до 1999 року, та став у складі команди чемпіоном Австрії. У 2000—2002 роках футболіст удруге за кар'єру грав у клубі «Динамо» (Чеські Будейовиці). У 2002 році чеський нападник став гравцем словацького клубу «Петржалка», у складі якого в сезоні 2003—2004 років став володарем Кубка Словаччини. Завершив ігрову кар'єру Ваха в чеській команді «Глубока-над-Влтавоу», за яку виступав протягом 2004—2005 років.

## Виступи за збірну
У 1997 році Карел Ваха провів свій єдиний матч у складі національної збірної Чехії, в якому забитими м'ячами не відзначився.
Загалом протягом кар'єри в національній команді яка тривала 1 рік, провів у її формі 1 матч.

## Кар'єра тренера
У 2005 році Карел Ваха очолив тренерський штаб свого колишнього клубу «Динамо» (Чеські Будейовиці), на цій посаді працював до 2006 року. У 2008 році Ваха вдруге за кар'єру очолював клуб «Динамо» (Чеські Будейовиці).

## Титули і досягнення
- Володар Кубка Чехії (2):

«Славія»: 1996–1997, 1998–1999
- Чемпіон Австрії (1):

«Тіроль»: 1999–2000
- Володар Кубка Словаччини (1):

«Петржалка»: 2003–2004